# Angonyx boisduvali
Angonyx boisduvali es una polilla de la  familia Sphingidae. Vuela en el Archipiélago de las Bismarck, Islas Solomon y Papúa Nueva Guinea.